# Мария Капитанчева
Мария Христова Капитанчева (Капеданчева, Капитанова) е българска просветна деятелка и революционерка, деятелка на Вътрешната македоно-одринска революционна организация

## Биография
Мария Капитанчева е родена в 1883 година в Енидже Вардар (Па̀зар), тогава в Османската империя, днес Яница в Гърция, в семейството на Христо Капитанчев и е сестра на общественика Дионис Капитанчев. 
Знамето на Ениджевардарския революционен район е ушито от учителката Мария Капитанчева през зимата на 1903 година по указание на Апостол Петков. Представлява съшити червен и зелен плат с девойка, застанала пред убит турски войник, с надпис над нея „Свобода или смъртъ“. На обратната страна е изписан девизът „Дерзай, народе, Богъ е с насъ“ върху православен кръст. След Илинденското въстание знамето е спасено от отец Димитър Джутев.